# Frederik van Palts-Zweibrücken
Frederik van Palts-Zweibrücken (Zweibrücken, 5 april 1616 – Nohfelden, 9 juli 1661) was van 1635 tot aan zijn dood hertog van Palts-Zweibrücken. Hij behoorde tot het huis Palts-Zweibrücken.

## Levensloop
Frederik was de oudste zoon van hertog Johan II van Palts-Zweibrücken en Louise Juliana van de Palts, dochter van keurvorst Frederik IV van de Palts. Hij werd opgeleid door de humanist Balthasar Venator en maakte van 1631 tot 1634 een grand tour door het Oude Eedgenootschap, Frankrijk en de Republiek der Zeven Verenigde Nederlanden.
In 1635 voerde de militair onervaren Frederik tijdens de Dertigjarige Oorlog een leger aan dat nabij Oppenheim verslagen werd door het keizerlijke leger van Matthias Gallas. Dit had als gevolg de verwoesting van Palts-Zweibrücken en de vlucht van het hof naar Metz. Het was daar dat zijn vader kort daarna overleed en Frederik in ballingschap hertog van Palts-Zweibrücken werd. Door de Dertigjarige Oorlog ging de economie in Palts-Zweibrücken sterk achteruit en verminderde de bevolking fel. Zo bleef er nog maar tien procent van de bevolking over die voor deze oorlog in het gebied leefde.
Door de verwoesting van het merendeel van de burchten en sloten moest Frederik zijn residentie meermaals verplaatsen. Na zijn terugkeer in Palts-Zweibrücken in 1640 resideerde hij eerst in Meisenheim, daarna vanaf 1645 in Zweibrücken en vanaf ongeveer 1650 resideerde hij enkele jaren in de net heropgebouwde burcht van Kirkel. In 1648 kon hij bij de Vrede van Westfalen het bezit over het klooster van Hornbach herwinnen. 
In juli 1661 stierf Frederik op 45-jarige leeftijd in de burcht van Nohfelden. Hij werd bijgezet in de Alexanderskerk van Zweibrücken. Omdat hij zonder mannelijke nakomelingen stierf, werd hij als vorst van Palts-Zweibrücken opgevolgd door zijn neef Frederik Lodewijk van Palts-Landsberg.

## Huwelijk en nakomelingen
Op 6 april 1640 huwde Frederik met Anna Juliana van Nassau-Saarbrücken (1617-1667), dochter van graaf Willem Lodewijk van Nassau-Saarbrücken. Ze kregen tien kinderen:
- Willem Lodewijk (1641-1642)
- Elisabeth (1642-1677), huwde in 1667 met vorst Victor I Amadeus van Anhalt-Bernburg
- Christina Louise Juliana (1643-1652)
- Frederik Lodewijk (1644-1645)
- Sophia Amalia (1646- 30-11-1695), huwde eerst in Weikersheim in 1678 met graaf Siegfried van Hohenlohe-Weikersheim en daarna in 1685 met vorst Johan Karel van Palts-Birkenfeld-Gelnhausen
- Eleonora Augusta (1648-1658)
- Karel Gustaaf (1649-1650)
- Catharina Charlotte (1651-1652)
- Charlotte Frederica (1653-1712), huwde in 1672 met erfprins Willem Lodewijk van Palts-Landsberg
- een doodgeboren zoon (1656)

## Voorouders
| Overgootouders                             | Wolfgang van Palts-Zweibrücken (1526-1569) ∞ Anna van Hessen (1529-1591)             | Wolfgang van Palts-Zweibrücken (1526-1569) ∞ Anna van Hessen (1529-1591)             | Willem V van Kleef (1516-1592) ∞ 1451 Maria van Oostenrijk (1531-1581)               | Willem V van Kleef (1516-1592) ∞ 1451 Maria van Oostenrijk (1531-1581)               | Lodewijk VI van de Palts (1539-1583) ∞ Elisabeth van Hessen (1539-1582)              | Lodewijk VI van de Palts (1539-1583) ∞ Elisabeth van Hessen (1539-1582)              | Willem van Oranje (1533-1584) ∞ Charlotte de Bourbon (1546–1582)                     | Willem van Oranje (1533-1584) ∞ Charlotte de Bourbon (1546–1582)                     |
| Grootouders                                | Johan I van Palts-Zweibrücken (1550-1604) ∞ Magdalena van Kleef (1553-1633)          | Johan I van Palts-Zweibrücken (1550-1604) ∞ Magdalena van Kleef (1553-1633)          | Johan I van Palts-Zweibrücken (1550-1604) ∞ Magdalena van Kleef (1553-1633)          | Johan I van Palts-Zweibrücken (1550-1604) ∞ Magdalena van Kleef (1553-1633)          | Frederik IV van de Palts (1516-1592) ∞ Louise Juliana van Nassau (1531-1581)         | Frederik IV van de Palts (1516-1592) ∞ Louise Juliana van Nassau (1531-1581)         | Frederik IV van de Palts (1516-1592) ∞ Louise Juliana van Nassau (1531-1581)         | Frederik IV van de Palts (1516-1592) ∞ Louise Juliana van Nassau (1531-1581)         |
| Ouders                                     | Johan II van Palts-Zweibrücken (1584-1635) ∞ Louise Juliana van de Palts (1594-1640) | Johan II van Palts-Zweibrücken (1584-1635) ∞ Louise Juliana van de Palts (1594-1640) | Johan II van Palts-Zweibrücken (1584-1635) ∞ Louise Juliana van de Palts (1594-1640) | Johan II van Palts-Zweibrücken (1584-1635) ∞ Louise Juliana van de Palts (1594-1640) | Johan II van Palts-Zweibrücken (1584-1635) ∞ Louise Juliana van de Palts (1594-1640) | Johan II van Palts-Zweibrücken (1584-1635) ∞ Louise Juliana van de Palts (1594-1640) | Johan II van Palts-Zweibrücken (1584-1635) ∞ Louise Juliana van de Palts (1594-1640) | Johan II van Palts-Zweibrücken (1584-1635) ∞ Louise Juliana van de Palts (1594-1640) |
| Frederik van Palts-Zweibrücken (1616-1661) |                                                                                      |                                                                                      |                                                                                      |                                                                                      |                                                                                      |                                                                                      |                                                                                      |                                                                                      |